# Accelerate (album)
Accelerate is het veertiende album van de Amerikaanse collegerockband R.E.M. Het werd op 28 maart 2008 door Warner Bros. Records uitgegeven. De liedjes "Supernatural Superserious" en "Hollow Man" werden achtereenvolgens ook als single uitgebracht.

## Liedjes
1. "Living Well Is the Best Revenge"
2. "Man-Sized Wreath"
3. "Supernatural Superserious"
4. "Hollow Man"
5. "Houston"
6. "Accelerate"
7. "Until the Day is Done"
8. "Mr. Richards"
9. "Sing for the Submarine"
10. "Horse to Water"
11. "I'm Gonna DJ"